# 441 lignes
Le 441 lignes est une norme de télédiffusion. 

## Historique
Le 441 lignes a été utilisé dans plusieurs pays à partir de la fin des années 1930 et, en France, jusqu'au début de 1956.

### États-Unis
Aux États-Unis, après une phase expérimentale au standard de 343 lignes à partir de l'Empire State Building, la NBC, (filiale de la RCA) effectue plusieurs notables démonstrations en 441 lignes, lors de la Foire de New York en 1939. Le format, également utilisé par la station expérimentale des Industries DuMont, est prématurément abandonné avec l'adoption officielle, en 1941, du 525 lignes par l'autorité américaine de régulation FCC, sur recommandation du 525 lignes et du standard couleur NTSC (National Television System Committee).

### Allemagne
En Allemagne nazie, après une courte expérimentation au format 375 lignes lors de la retransmission des Jeux olympiques d'été de 1936, Joseph Goebbels crée dès 1937 une station en 441 lignes, émettant avec des équipements Telefunken à Berlin et sa périphérie. À terme, ce format est censé succéder au 180 lignes, lequel fonctionne avec des équipements mécaniques depuis 1935. Il est relayé par un réseau de câbles desservant des salles de cinéma reconverties en « salles publiques de télévision », à Berlin, Hambourg, Munich Leipzig et Bayreuth.
À la suite d'un bombardement sur la capitale qui détruit ses antennes en 1943, l'émetteur 441 lignes doit cesser d'émettre. La station continue toutefois de fonctionner sur le réseau câblé, distribuant le signal dans les « salles de télévision ».
Durant les années d'après-guerre, l'Allemagne abandonne le standard 441 lignes sous la pression des États-Unis et adopte officiellement le 625 lignes, variante européenne adaptée au secteur électrique alternatif à 50 Hz du 525 lignes américain, lui-même adapté au secteur à 60 Hz.

### Italie
En Italie et en France, pays alliés ou occupés, l'Allemagne nazie encourage l'adoption de son standard 441 lignes en vue de la future constitution d'un réseau de télévision paneuropéen, conforme à la stratégie du régime hitlérien.
À Turin, l'ingénieur Castellani qui travaille en 343 lignes comme la NBC, adopte le 441 lignes pour les stations expérimentales du régime fasciste à Rome et à Turin. Au début des années 1950, comme en Allemagne, les émissions sont interrompues et laissent la place au format 625 lignes allemand, imposé par les Américains.

### France
À Paris, Georges Mandel, Ministre des PTT, encourage, dès 1931, la Compagnie des compteurs (CDC) à procéder à des essais de télévision mécanique en mettant à la disposition de l'ingénieur René Barthélémy un studio rue de Grenelle. Après une montée en puissance progressive de 30 à 60, puis à 180 lignes en 1935, l'émetteur de la tour Eiffel passe au format 455 lignes en 1938 et devient dès lors, le plus puissant du monde (30 kW). 
En juin 1940, la Résistance sabote cet équipement pour éviter sa reprise par les Nazis. En 1942, ces derniers décident toutefois le rapatriement du matériel pour leur station de Berlin. Le lieutenant Kurt Hinzmann réussit néanmoins à créer une station Fernsehsender Paris alias « Paris Télévision » installée dans un ancien dancing, le « Magic City » situé rue Cognacq-Jay à la norme allemande de 441 lignes, en langue française et en allemand, officiellement à l'intention des militaires blessés ou convalescents hospitalisés en région parisienne. 
En août 1944, désobéissant aux ordres de sabotage, Hinzmann confie la station intacte à ses subordonnés français, permettant à la Radiodiffusion française (R.D.F.) de redémarrer. Le format 441 lignes est ainsi exploité dès octobre 1945 grâce à l'une des plus modernes installations de télédiffusion de l'époque. Hinzmann est officiellement remercié par les autorités françaises, auprès desquelles il représente sans succès les intérêts des industriels allemands, lorsque la RDF décide d'adopter le format 625 lignes européen.
De 1946 à 1949, le format 441 lignes règne en maître dans les locaux de la Radiodiffusion française (R.D.F.) puis de la nouvelle Radiodiffusion-télévision française (R.T.F.), notamment avec la création du journal télévisé par Pierre Sabbagh et l'arrivée en direct du Tour de France, jusqu'à l'adoption d'une définition plus performante destinée à créer un réseau national de télévision. Afin d'éviter de payer de coûteuses redevances aux États-Unis et à l'Allemagne, le ministre François Mitterrand adopte la norme E, avec définition de 819 lignes, mise au point par Henri de France, avec un son en AM au lieu de la FM chez les Américains et les Allemands et la polarité positive de l'image, au lieu de la négative utilisée avec les normes en 525 lignes et en 625 lignes.
En 1949, un premier émetteur 819 lignes est inauguré à la tour Eiffel, fonctionnant sans aucun lien avec celui en 441 lignes, en l'absence de toute solution permettant d'émettre à la fois une même source vidéo sur les deux définitions. Plusieurs émissions de plateau accueillent ainsi à la fois des caméras et leurs régies dans les deux définitions, provoquant parfois des incidents entre les équipes techniques.
L'autorité de régulation décide que le standard 441 lignes cessera officiellement le 1er janvier 1958. La R.T.F. exploite des moyens significatifs en faveur du 819 lignes, pour en assurer un rapide développement, en faisant notamment l'acquisition d'équipements de prises de vues extérieures mobiles (autocars, camions HF etc). Cette stratégie procure aux téléspectateurs du 441 lignes, le sentiment de ne plus avoir assez de considération de la part de la R.T.F., leur proposant une programmation limitée à des émissions en plateau ou des vieux films.
En juillet 1952, à l'occasion d'une semaine franco-britannique diffusée depuis Paris, les images 819 lignes peuvent être converties en 405 lignes pour être diffusées sur le réseau de la BBC. Grâce à ce dispositif, la conversion 441 lignes pour le petit millier de téléspectateurs les plus anciens de la capitale est également ajoutée. Un moniteur à résolution 819 lignes équipé d'un tube cathodique performant, filmé par une caméra 441 lignes également adaptée, permet enfin aux téléspectateurs, quel que soit le format TV qu'ils possèdent, de partager les mêmes programmes, notamment les grands directs sportifs et les émissions en Eurovision (couronnement d'Élisabeth II, etc.).
Dans la nuit du 3 janvier 1956, à l'issue d'une longue soirée de couverture des élections législatives,  un incendie détruit la majeure partie des équipements de l'émetteur 441 lignes au sommet de la tour Eiffel. Cet incident produit un écran noir pour ses quelques dernières centaines de téléspectateurs. Face au montant nécessaire pour le reconstruire alors qu'il est censé définitivement être supprimé deux ans plus tard, le gouvernement préfère retenir la solution d'une indemnisation aux téléspectateurs lésés, avec des facilités pour l'acquisition d'un nouveau récepteur en 819 lignes. L'espace ainsi libéré au sommet de la tour Eiffel va d'ailleurs permettre, quelques années plus tard, d'y installer un émetteur expérimental en 625 lignes UHF destiné à diffuser la future deuxième chaîne.

## Caractéristiques
Spécifications techniques de l'émetteur parisien en 441 lignes :
- porteuse vidéo : 42,00 MHz (polarité +) ;
- porteuse audio : 46,00 MHz (AM) ;
- polarisation des antennes : verticale ;
- désignation du canal dans les documents de l'UER : « canal S » ou « canal spécial » ;
- puissance rayonnée : 30 kW.

Les feeders et les antennes étaient séparés pour l'image et pour le son.
L'émetteur atteint une portée théorique de 80 à 100 km environ. Toutefois, dans la revue Télévision Pratique, certaines publicités des années 1950 proposent des récepteurs garantissant la réception jusqu'à 150 km de Paris. Certains points de réception sont enregistrés par la RTF pour être apte à démoduler le signal avec une certaine stabilité, notamment à Auxerre (Yonne) voire Vichy (Allier).
Lors de la Seconde Guerre mondiale, des techniciens radar britanniques installés à Beachy Head, dans le sud-est de l'Angleterre, captent les émissions de Fernsehsender Paris avec un téléviseur 405 lignes modifié en 441 lignes et relié à un ensemble rideau de 32 antennes dont chaque dipôle a une longueur d'environ trois mètres.
Grâce à la portée exceptionnelle de l'émetteur et à la robustesse de son signal, les services secrets britanniques ont ainsi pu étudier en direct les actualités cinématographiques Wochenschau allemande et France Actualités de Vichy donnant des informations très utiles aux Alliés pour leurs opérations sur le continent.